# Vedran Ćorluka
Vedran Ćorluka (født 5. februar 1986 i Derventa) er en kroatisk fodboldtræner og tidligere fodboldspiller, der bl.a. spillede for Lokomotiv Moskva. Han spiller også på det kroatiske landshold.

## Klubkarriere

### Starten
Han startede med at spille fodbold i Dinamo Zagrebs ungdomshold, da han var otte år. Corluka's professionelle karriere begyndte i 2003, men i løbet af den sæson, dog uden at optræde for førsteholdet. Han blev lånt ud til Inter Zaprešić, hvor han spillede en sæson for dem. Herefter kom han tilbage til Dinamo. Han var med på holdet da de vandt tre kroatiske mesterskaber i træk.

### Manchester City
Efter at have spillet for Dinamo Zagreb, blev han solgt til engelske Manchester City d. 2. august 2007. Ifølge kroatiske medier kostede han omkring £8 millioner og han underskrev en femårig kontrakt. 
Han kom hurtig med i Premier League. på trods af 6-0 nederlaget til Chelsea på Stamford Bridge, forsatte han i hans første sæson i England, hvor holdet endte på en 9. plads i ligaen og fik adgang til UEFA Cuppen's kvalifikations runder via UEFA fair play ranglisten. 
Han scorede sit første mål i 4-2 nederlaget til Aston Villa i den første weekend, i 2008-09 sæsonen.
I UEFA Cuppen's anden kvalifikations runde, der scorede han det afgørende straffespark i straffesparkskonkurrencen imod FC Midtjylland.
Han spillede hans sidste kamp for City imod Sunderland d. 31. august 2008, hvor han efter kampen kastede sin trøje ud til tilskuerne.

### Tottenham Hotspur
Den 1. september 2008 blev det offentliggjort, at Tottenham Hotspur havde købt ham for £5,5 millioner og han fik en seksårig kontrakt. Imod Stoke City d. 19 oktober, der blev han stærkt skadet. Efter at have fået et knæ under hagen, af holdkammeraten Gomes, der blev han kørt til hospitalet, hvor der blev konstateret, at der ikke var skaderne ikke var så slemme. 
Han scorede sit første mål for Tottenham i 2-2 kampen imod Bolton 3 oktober 2009.

## Landsholdet
Han spiller jævnligt på landsholdet, hvor han fik debut imod de daværende italienske verdensmestre 16 august 2006.